# Iker Hernández
Iker Hernández Ezkerro (Urnieta, 8 april 1994) is een Spaans voetballer die als aanvaller voor UD Melilla speelt.

## Carrière
Iker Hernández speelde in de jeugd van Real Sociedad, waar hij tussen 2011 en 2015 in het tweede elftal speelde. In het seizoen 2014/15 speelde hij ook twee wedstrijden voor het eerste elftal van Sociedad: In de met 2-0 gewonnen bekerwedstrijd tegen Real Oviedo op 17 december 2014, en de met 1-1 gelijkgespeelde competitiewedstrijd tegen Levante UD. In het seizoen 2015/16 werd hij verhuurd aan Barakaldo CF, wat ook uitkwam in de Segunda División B. In 2016 vertrok hij naar Bilbao Athletic, het tweede elftal van Athletic Bilbao. Hier speelde hij één seizoen, waarna hij naar Burgos CF vertrok. In 2018 vertrok hij naar FC Den Bosch. Daar maakte hij zijn debuut op 16 september in de met 2-0 verloren uitwedstrijd bij Sparta Rotterdam. Hernández kwam in de 67e minuut in het veld voor Rauno Sappinen. Omdat hij bij FC Den Bosch weinig aan spelen toekwam vertrok hij in de winterstop transfervrij naar het Boliviaanse Club Bolívar. Na een maand bij Bolívar werd hij voor de rest van het jaar 2019 aan Club San José verhuurd. In 2020 vertrok hij naar Royal Pari FC. In 2021 keerde hij terug naar Spanje, waar hij voor UD Melilla speelt.

### Statistieken
| Seizoen                        | Club            | Land           | Competitie         | Competitie | Competitie | Beker | Beker | Overig | Overig | Totaal | Totaal |
| Seizoen                        | Club            | Land           | Competitie         | Wed.       | Dlp.       | Wed.  | Dlp.  | Wed.   | Dlp.   | Wed.   | Dlp.   |
| ------------------------------ | --------------- | -------------- | ------------------ | ---------- | ---------- | ----- | ----- | ------ | ------ | ------ | ------ |
| 2011/12                        | Real Sociedad B | Spanje         | Segunda División B | 5          | 0          | –     | –     | –      | –      | 5      | 0      |
| 2012/13                        | Real Sociedad B | Spanje         | Segunda División B | 32         | 5          | –     | –     | –      | –      | 32     | 5      |
| 2013/14                        | Real Sociedad B | Spanje         | Segunda División B | 34         | 11         | –     | –     | –      | –      | 34     | 11     |
| 2014/15                        | Real Sociedad B | Spanje         | Segunda División B | 36         | 9          | –     | –     | –      | –      | 36     | 9      |
| 2014/15                        | Real Sociedad   | Spanje         | Primera División   | 1          | 0          | 1     | 0     | 0      | 0      | 2      | 0      |
| 2015/16                        | → Barakaldo CF  | Spanje         | Segunda División B | 33         | 5          | 4     | 0     | 2      | 0      | 39     | 5      |
| 2016/17                        | Bilbao Athletic | Spanje         | Segunda División B | 15         | 0          | –     | –     | –      | –      | 15     | 0      |
| 2017/18                        | Burgos CF       | Spanje         | Segunda División B | 37         | 5          | –     | –     | –      | –      | 37     | 5      |
| 2018/19                        | Burgos CF       | Spanje         | Segunda División B | 1          | 0          | –     | –     | –      | –      | 1      | 0      |
| 2018/19                        | FC Den Bosch    | Nederland      | Eerste divisie     | 4          | 0          | 1     | 0     | –      | –      | 5      | 0      |
| 2019                           | Club Bolívar    | Bolivia        | Primera División   | 0          | 0          | –     | –     | 0      | 0      | 0      | 0      |
| 2019                           | → Club San José | Bolivia        | Primera División   | 39         | 9          | –     | –     | 5      | 0      | 44     | 9      |
| 2020                           | Royal Pari FC   | Bolivia        | Primera División   | 25         | 6          | –     | –     | –      | –      | 25     | 6      |
| 2020/21                        | UD Melilla      | Spanje         | Segunda División B | 15         | 4          | 0     | 0     | –      | –      | 15     | 4      |
| 2021/22                        | UD Melilla      | Spanje         | Segunda División B | 13         | 4          | 1     | 0     | –      | –      | 13     | 4      |
| Carrièretotaal                 | Carrièretotaal  | Carrièretotaal | Carrièretotaal     | 290        | 58         | 7     | 0     | 7      | 0      | 303    | 58     |
| Bijgewerkt op 29 november 2021 |                 |                |                    |            |            |       |       |        |        |        |        |